# Топоев, Илья Прокопьевич
Илья Прокопьевич Топоев (род. 13 августа 1954, Бырганов, Красноярский край) — хакасский драматург, писатель, художник, общественный деятель. Член Союза писателей России, Союза журналистов России, Союза театральных деятелей России. Заслуженный работник культуры Республики Хакасия. Переводчик Евангелия на хакасский язык.

## Биография
Учился в Усть-Есинской школе. В 1976 году поступил на хакасское отделение филологического факультета Абаканского педагогического института, где активно участвовал в деятельности литературного объединения «Тан солбаны» («Утренняя звезда»). Первый рассказ вышел в газете «Ленин чолы» в 1976 году. Получил направление в московский Литературный институт им. М. Горького, закончил его в 1982 году.
Работал в газете «Ленин чолы», печатался в других местных изданиях. В 1991 году вышла первая книга рассказов и сказок для детей «Хитрый Миргешка», затем появились другие. Пишет также пьесы, которые идут на сцене Хакасского национального драматического театра имени А. М. Топанова.
Первый переводчик Евангелия на хакасский язык. В 2009—2012 годах возглавлял Хакасское отделение Союза писателей России. Входит в Совет старейшин родов хакасского народа, общественный совет при МВД по Республике Хакасия.
В 2018 году удостоен Благодарности Президента Российской Федерации.
В 2019 году удостоен литературной премии Главы Республики Хакасия — Председателя Правительства Республики Хакасия имени Николая Доможакова.

## Краткая библиография
- Часовой: Рассказ // Литературный Абакан: Стихи. Проза. — Красноярск, 1989. — С. 91—97.
- Сорока — нахлебница. — Хвастливый бурундук: Притчи // Новь. — 1991. — № 3. — С. 38.
- Койтік Миргенек (Хитрый Миргешка): Рассказы, сказки для детей / Худож. Р. И. Субраков. — Абакан, 1991. — 40 с.
- Туганнар (Родные люди): Сб. рассказов. — Абакан. — 1992. — 122 с.
- Паночах: Рассказ // Литература Хакасии: 5—9 кл. — Абакан, 1992. — С. 50—54.
- Пьяный скворец: Басня // Новь — 1993. — № 10. — С. 22—23.
- Марктын чахсы хабары (Евангелие от Марка) / Пер. И.Топоева. — Минск: Пикроп, 1995. — 62 с.
- Мода: Рассказ с улыбкой // Стрежень. — 1996. — № 1. — С. 38.
- Родня: Рассказ / Пер. с хакас. // Стрежень. — 1996. — № 2-3. — С. 47-49.
- Хоналтах одік (Болтунишка): Юморист. рассказы. — Абакан, 1997. — 160 с.
- Волшебный чатхан: [пьесы : для детей] — Абакан: Хакасское книжное изд-во, 2010. — 177 с.